# Арельяно, Давид
Давид Альфонсо Арельяно Морага (исп. David Alfonso Arellano Moraga; 29 июля 1902, Сантьяго — 3 мая 1927, Вальядолид) — чилийский футболист, левый вингер, выступавший за сборную Чили. Один из основателей клуба «Коло-Коло».

## Биография

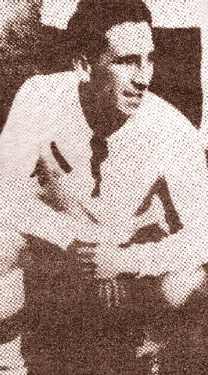
Давид Арельяно в 1927 году

Давид Арельяно родился 29 июля 1902 в Сантьяго в большой семье. Когда дети были ещё маленькими, умер отец Давида. В результате вся забота о семействе легла на мать Арельяно, Росарио.
В Высшей школе № 10, где обучался Давид, проявились его способности к футболу. Эти способности ещё больше развились в Коммерческом институте Арика, где Давид учился вместе со своими братьями Франсиско и Альберто. После института Арельяно идет в «Нормальную Школу Хосе Абелардо Нуньеса», под руководством знаменитого тренера по физической культуре 1910-х в Чили Марко Антонио Веры, который через 3 года создал клуб «Венеру», который однако просуществовал недолго. Вскоре он создает первую команду «Нормальной Школы», объединив её с игроками «Венеры». Школа стала регулярно играть и побеждать команды «Военной школы», «Семинара», «Национального интерната» и «Школу Искусств».
Когда Арельяно учился на 4-м курсе, Энрике Абельо, инспектор школы и защитник клуба «Депортиво Магальянес», пригласил игрока выступать за этот клуб.
В возрасте 17-ти лет в 1919 году Давид Арельяно дебютировал в первом дивизионе «Ассоциации футбола Сантьяго», он одновременно играл за «Магальянес» и за «Нормальную Школу» в турнире «Школьной Ассоциации», участвуя в игре против Католического Университета.
В 1921 году Арельяно поставили на позицию левого вингера, на которой он играл до конца карьеры. 25 октября 1924 года Арельяно дебютировал в составе сборной Чили в матче чемпионата Южной Америки против Аргентины.
В 1925 году возникает конфликт между «Магальянесом» и игроками, в результате чего последние, среди которых был Давид Арельяно и его брат Франсиско 19 апреля 1925 года создали новый клуб — «Коло-Коло». Позже там играл ещё один его брат — Гильермо.
Арельяно прославился ещё и тем, что великолепно исполнял удар «ножницами» через себя в падении. В Чили этот удар прозвали «La chilena». Некоторые называли Арельяно его автором, так как он первый показал этот удар в Европе.
Проводя первоедля «Коло-Коло» турне по Европе, 3 мая 1927 года в Вальядолиде игрок клуба «Реал Унион» Давид Орния во время столкновения в воздухе ударил Арельяно коленом в живот. Арельяно отвезли в местную больницу и поставили диагноз — перитонит, приведший его к смерти. По другим данным врачи осматривали его в гостинице, куда доставили футболиста, и где он умер. После гибели футболиста, на форму «Коло-Коло» было принято решение добавить чёрную полосу.
Арельяно сначала был захоронен в Вальядолиде, но в 1929 году его останки были перезахоронены в Чили на Общем кладбище Сантьяго.
Стадион «Коло-Коло» в честь игрока назван «Монументаль Давид Арельяно».

## Достижения
- Лучший бомбардир чемпионата Южной Америки: 1926 (7 голов)